# Peștera Ialomiței
Peștera Ialomiței, știută și drept Peștera Schitul Ialomiței, Peștera Schitului, sau Peștera Ialomicioarei, este o peșteră din Munții Bucegi, una din cele mai cunoscute din România.

Peștera Ialomiței cu vechiul schit, sfințit în 1911
(carte poștală expediată pe data de 8 mai 1912)

## Localizare
Se află pe versantul drept al Cheilor Ialomiței, în localitatea Moroeni, județul Dâmbovița, pe Muntele Bătrâna, la circa 10 km de izvoarele râului Ialomița, la o altitudine de 1.530 m. Este amplasată la circa 100 m în aval de morena frontală a Ialomiței, la altitudinea absolută de 1.660 m.

## Descriere
Se desfășoară pe un singur nivel pe o lungime de aproximativ 480 m, din care 400 m sunt accesibili turiștilor, până în punctul numit „la Altar” urmând în amonte o porțiune de încă 80 m, cu galerii și săli. Diferență de nivel este de 60 m. Este străbătută de un pârâu. Peștera are o desfășurare mixtă, prezentând atât galerii cât și săli.
Gura peșterii, în formă de semielipsă, se deschide pe o terasă orizontală, ce se găsește la 18 m deasupra fundului văii. Chiar la intrarea în Peșteră se află Mănăstirea Ialomiței, ridicată în secolul al XVI-lea, ctitorită de voievodul Țării Românești, Mihnea cel Rău. Mănăstirea a ars de mai multe ori până acum. 
Prima sală a peșterii poartă numele de Mihnea Vodă, având următoarele dimensiuni: lungimea de 115 m, lățimea de 15 m și înălțimea de 10-25 m. Înainte de 1924, prin această grotă curgea Râul Peșterii. Astăzi, pârâul intră în subteran înainte de a ajunge la grotă și se varsă mult mai jos, în Ialomița. Urmează galeria numită Pasaj cu lungimea de 20 m și lățimea între 1-8 m, în timp ce înălțimea variază între 1,5-2 m. Sălile Decebal(în formă de dom, din care se deschid mai multe galerii) și Sf. Maria sunt legate între ele, și au dimensiuni modeste: lungime între 10-30 m și înălțime între 2-10 m. La Grota Sf. Maria se ajunge trecând peste un prag din bolovani mari și umezi. Denumirea sălii vine de la asemănarea unei stalagmite cu statuia Fecioarei Maria. Cea mai mare cavitate din această peșteră o reprezintă Sala Urșilor. Aceasta este lipsită de apă și are un sol bolovănos. La descoperirea ei au fost găsite numeroase oseminte și chiar schelete întregi provenite de la ursul cavernelor, "Ursus Spelacus Blum", printre care unele la suprafață, ceea ce duce la presupunerea că, acum 10.000 de ani, aici au fost ultimele ascunzători ale urșilor cavernelor.
După o nouă galerie lungă de 40 m, urmează sala la Răspântie și sala cu cele mai mari dimensiuni din toată peștera: Sala Urșilor sau Sala Mare având 72 m lungime, 35 m lățime și 25 m înălțime. Alte săli: Sala Hades. Din Sala Urșilor se deschide o galerie de 2 m înălțime denumită Fundul Peșterii, care, mai de mult, conținea numeroși stâlpi ce legau bolta de sol. Urmează Galeria Apelor până la Altar în care curge pârâul Peșterii. Peștera este accesibilă până la Altar. Aici, stalactitele sunt așezate în așa fel încât dau impresia unui altar de biserică.

## Condiții de vizitare
Peștera Ialomiței poate fi vizitată până la încăperea Altarului, suprafața accesibilă turiștilor de 400 m. Turiștii pot vizita peștera zilnic, între orele 8.00-17.00, iarna și 8.00-19.00, vara..